# Kovaški Vrh
Kovaški Vrh je naselje v Občini Oplotnica.